# Temple d'Apol·lo (Pompeia)
El temple d'Apol·lo és un temple d'època romana, sepultat durant l'erupció del Vesuvi del 79 i redescobert després de les excavacions arqueològiques de l'antiga Pompeia. Era l'edifici religiós més important de la ciutat i un dels més antics, així com el més visitat durant molts anys.

## Història

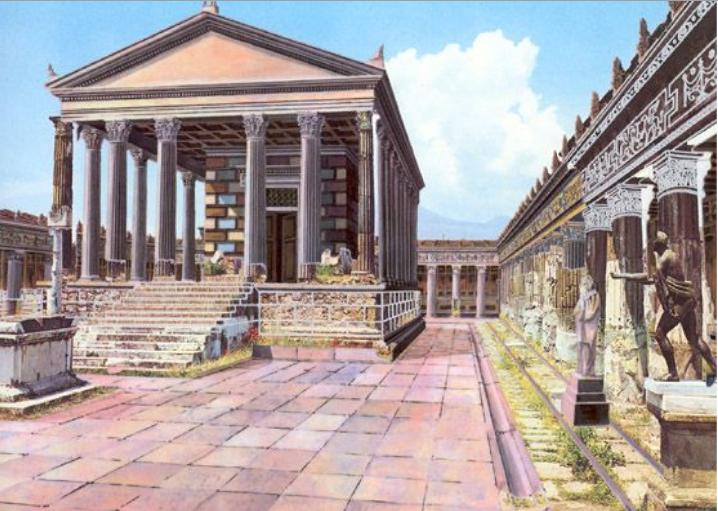
Dibuix del temple d'Apol·lo com devia ser a l'antiguitat.

La construcció del temple dedicat a Apol·lo es remuntaria als segles viii o vii a. C., segons testifiquen algunes troballes. La zona era inicialment una àrea a l'aire lliure on s'ubicaven alguns altars. Al segle vi aC va ser erigit un primer edifici amb el sostre recobert amb peces de terracota decorada. Durant l'època samnítica el temple va ser completament reconstruït per mandat del qüestor Oppio Campano, com així indica una inscripció gravada en el paviment de la cella, en llengua osca:
| « | El qüestor Oppio Campano, va promoure la construcció, per deliberació assembleària, amb els diners oferts a Apol·lo. | » |

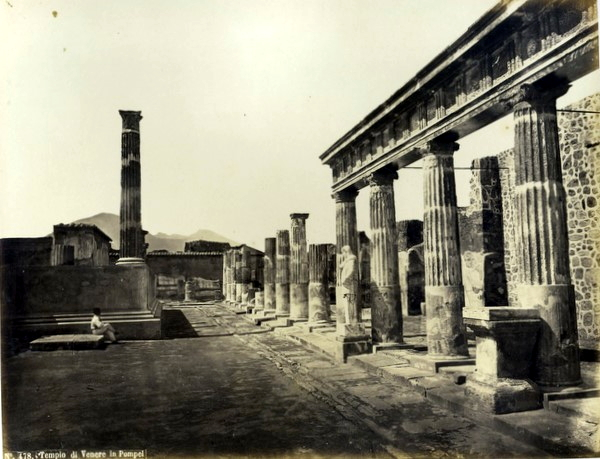
Temple d'Apol·lo, 1889

Apol·lo es va convertir en la divinitat més venerada de Pompeia. El seu culte, importat de Grècia, estava molt estès a Campània ja des del segle vi aC, com testifiquen les excavacions realitzades als voltants del temple. Així, l'edifici era el major centre religiós de la ciutat fins a l'arribada del culte a Júpiter, moment en què va perdre importància.
Durant l'època augusta es va afegir un rellotge solar i es va construir un mur que el ocultava de les vistes exteriors. Aquest mur posteriorment es va estrènyer per ampliar la plaça del fòrum.
En aquesta època se celebraven uns jocs en honor del déu, anomenats Ludi Apollinares. Encara no es coneix el motiu pel qual es commemoraven, probablement perquè Apol·lo era una de les divinitats protectores de la ciutat, o per afavorir la protecció de les activitats comercials.
Durant el terratrèmol del 62, l'edifici va sofrir importants danys, que s'estaven encara reparant en el moment de l'erupció del Vesuvi del 79, raó per la qual es trobava fora d'ús. El temple va ser redescobert, juntament amb el fòrum, a principis del segle xix.

## Descripció

### El recinte

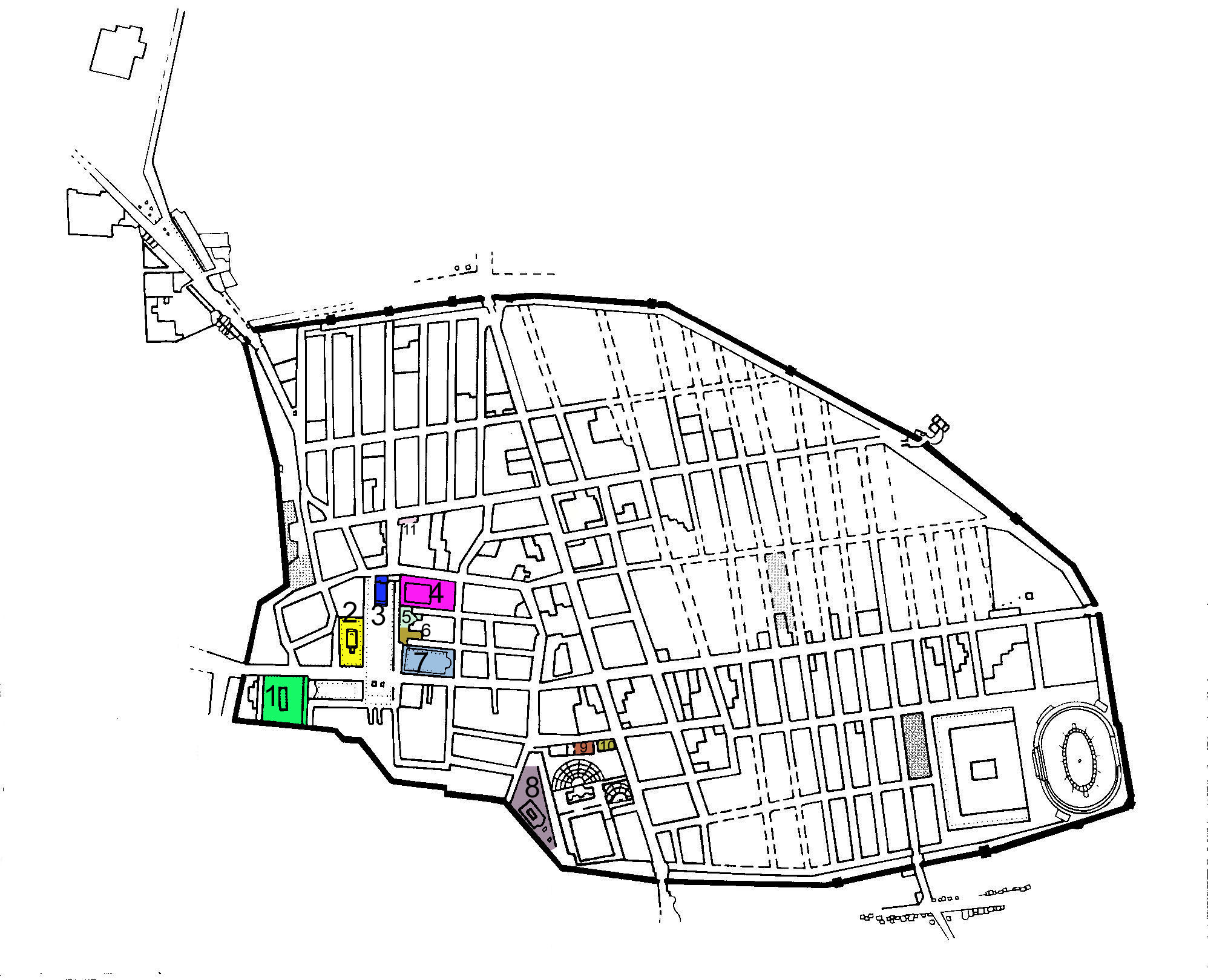
Plànol de Pompeia amb el fòrum i el temple d'Apol·lo indicat en groc (número 2)

El temple d'Apol·lo està situat a l'oest del fòrum de Pompeia, a la part sud-oest de la ciutat. El recinte estava envoltat per un mur perimetral realitzat en opus incertum. Així mateix, es disposava al voltant de l'edifici una filera de pilars realitzats en toba volcànica de Nocera. L'accés actual és únic i es realitza des de la via Marina, que discorre paral·lela al costat sud del mur perimetral, encara que abans dels treballs de restauració havien d'existir unes deu entrades. Aquestes van ser posteriorment tancades i transformades en nínxols, l'interior dels quals es va decorar amb frescos que representaven escenes de la guerra de Troia. El tancament d'aquests accessos i el posterior aixecament del mur que protegia el temple de la vista de les cases circumdants queda testificat en una inscripció:
| « | (llatí) M. Holconius Rufus duo vir iure dcundo tertium C. Egnatius Postumus d.v.i.d. iterum ex decurionum decreto ius luminum opstruendorum redemerunt, parietemque privatum Coloniae Veneriae Corneliae usque ad tegulas faciundum coerarunt. | (català) Marc Holconi Ruf, duovir amb poder judicial per tercera vegada, i Cai Egnaci Pòstum, duovir amb poder judicial per segona vegada, van redimir, per deliberació decurial, el dret d'obstruir les obertures de llum per tres mil tres-sestercis i van fer construir fins al sostre un mur propietat de la colònia Cornelia. | » |

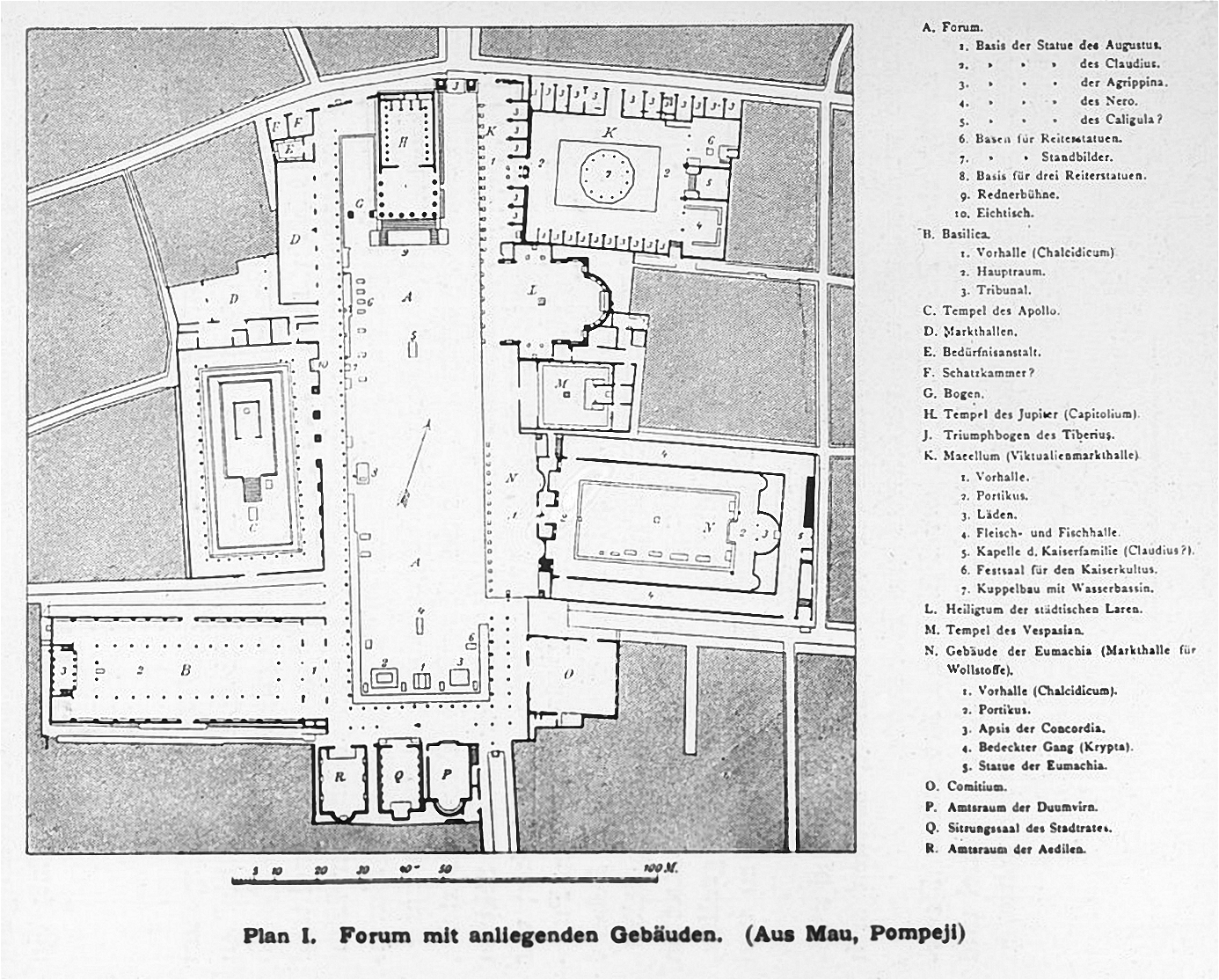
Antic mapa del fòrum de Pompeia amb el temple d'Apol·lo a l'oest (C) (August Mau)

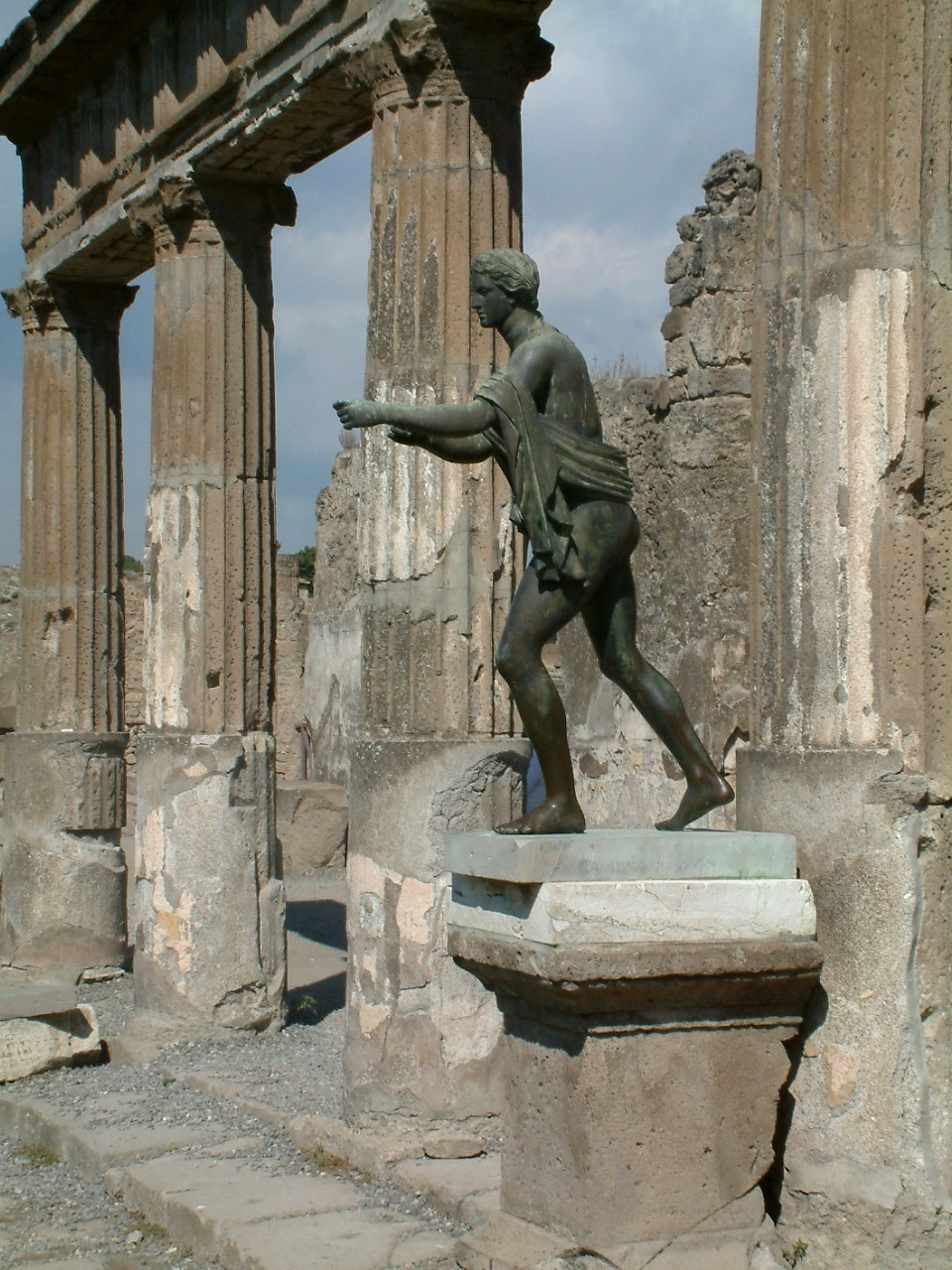
Estàtua d'Apol·lo

L'interior del recinte del temple està format per un peristil amb quaranta-vuit columnes estriades i realitzades en toba volcànica, inicialment coronades amb capitells jònics, que van ser reemplaçats després del terratrèmol del 62 per columnes d'estuc i capitells corintis pintats de groc, vermell i blau fosc.
Les columnes estaven rematades per un arquitrau d'ordre jònic, decorat en origen amb mètopes i tríglifs, i més tard amb grius que sostenien corones de fulles. Sobre l'arquitrau probablement es disposava una sèrie de columnes més petites amb capitells corintis. No obstant això, d'aquesta segona fila de columnes no queda cap rastre, ja que van ser retirades per ser restaurades després del terratrèmol del 62.
Al davant de la columnata del pòrtic i col·locades sobre pedestals se situaven les escultures d'algunes deïtats, que actualment s'han recuperat i es conserven al museu arqueològic de Nàpols. Entre les estàtues trobades destaquen una imatge de Venus, una altra d'Hermafrodit i un bronze d'Apol·lo arquer, probablement encarregat per Luci Mummi després de la destrucció de Corint. També es van trobar l'estàtua d'un jove Hermes cobert amb un himatió i un bust d'Àrtemis amb un arc. Es van realitzar còpies de l'Apolo i del bust d'Artemisa i s'han reubicat on van ser trobats els seus originals.
A la banda est del mur perimetral del temple, orientat cap al fòrum, es localitza un nínxol que contenia la mensa ponderaria. Aquesta mensa estava formada per un banc amb nou forats de diferents mides que corresponien a nou mesures diferents. Els buits determinaven els pesos i mesures oficials de la ciutat, que servien per protegir el ciutadà davant del frau de comerciants i mercaders. Al principi, les mesures estaven escrites en llengua osca, i posteriorment van ser esborrades i adaptades a les mesures romanes.

### L'edifici

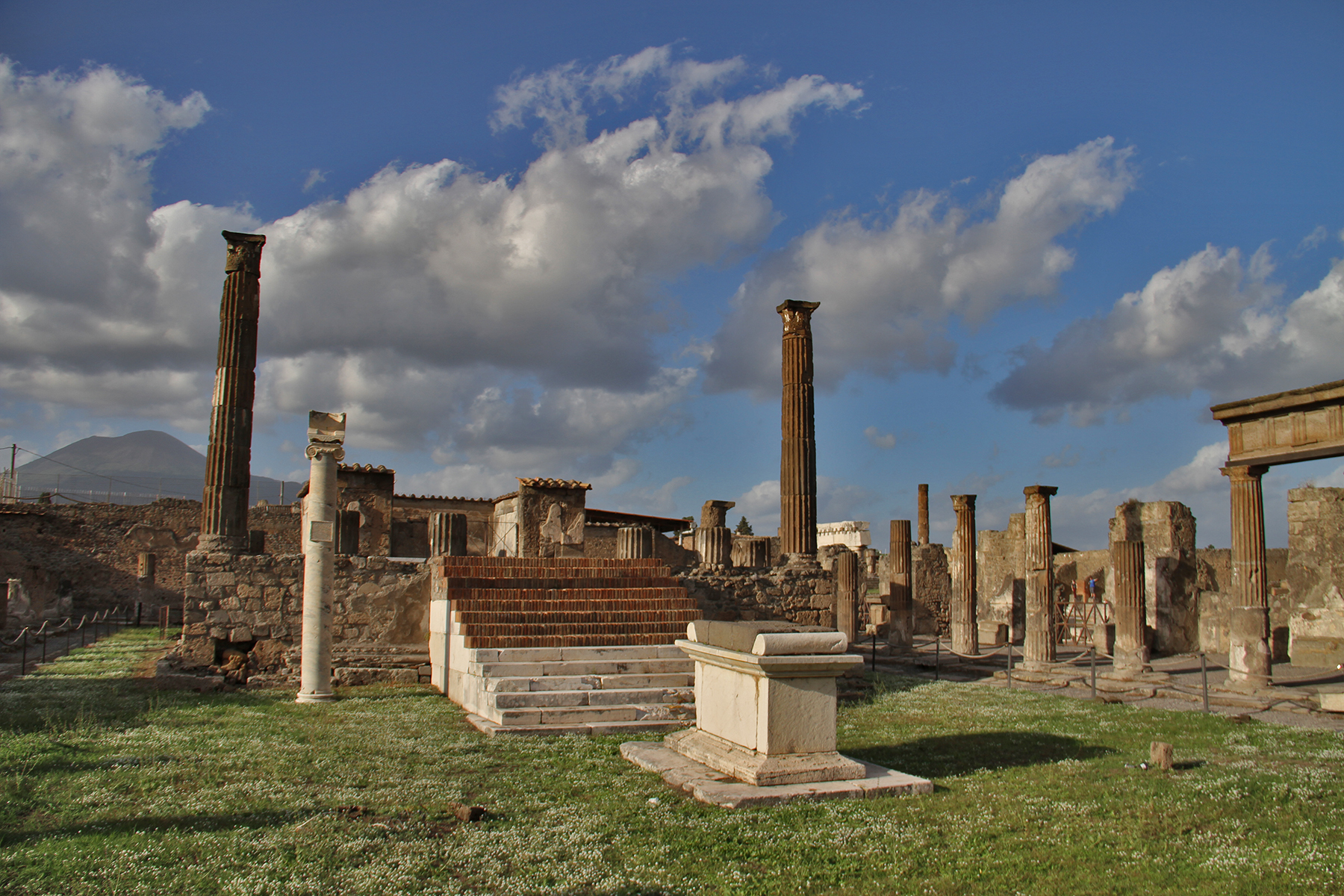
Temple d'Apol·lo en l'actualitat. Al fons, el mont Vesuvi

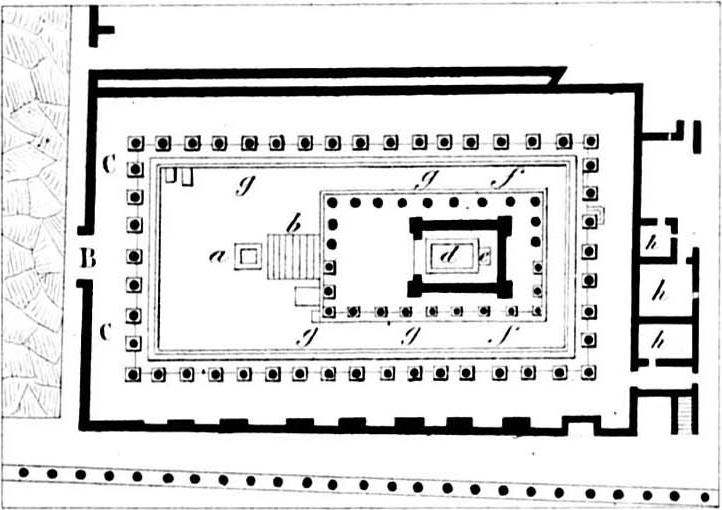
Planta del temple d'Apol·lo

El temple pròpiament dit està situat al fons del pati i s'accedeix al seu podi per mitjà d'una escalinata. Al davant de la mateixa hi ha un altar realitzat en marbre blanc amb una base de travertí, que té una inscripció en llatí on s'indiquen els noms dels quattuorviri que el van dedicar. Al costat dels esglaons hi ha una columna jònica sobre la qual se situa un rellotge de sol.
L'edifici és de tipus perípter, format per vint columnes corínties, dins el qual se situa la cella, que no està situada exactament al centre sinó traslladada cap a la sisena columna. Sobre el seu costat esquerre està ubicat l'omphalos, el símbol del melic del món que es venerava al santuari d'Apol·lo a Delfos, format per blocs de toba volcànica.
El podi estava realitzat originàriament en pedra calcària i després va ser substituït per un altre en toba volcànica, sobre el qual probablement es col·locava l'estàtua del déu. Aquesta no ha estat mai trobada, ja que se suposa que estava en procés de restauració en el moment de l'erupció. Hi ha a més dos blocs tallats en roca de lava amb forma de paral·lelepípede, que potser fossin altars utilitzats abans del segle vi aC
El paviment, pertanyent al segle ii aC, està realitzada amb pedres blanques i verdes, amb una franja decorada a greques i una altra amb pissarra. En el temple es van trobar diverses inscripcions, que testifiquen els importants treballs de restauració:
| « | (llatí) M. Porcius M.f., L. Sextilius L.f., Cn Cornelius Cn.f., A. Cornelius A.f. III viri de decurionum sententia faciundam locarunt. » | (català) Marc Porci fill de Marc, Luci Sextili fill de Luci, Gneu Corneli fill d'Aulo, van adjudicar el contracte per voluntat dels decurions. | » |

Una altra inscripció, gravada sobre una columna dels voltants de la graderia, indica:
| « | (llatí) L. Sepunius L.f. Sandilianus, M. Herennius A.f. Epidianus duoviri iure dicundo de sua pecunia faciundum curarunt. | (català) L. Sepuni Sandilià fill de Luci, Marc Herenni Epidià fill d'Aulo, duovirs amb poder judicial, el van construir amb els seus diners. | » |